# エネルゲン
エネルゲン（energen）は、大塚製薬が発売しているスポーツドリンク。

## 概要
体脂肪をエネルギーとして利用しながら、スパート時に必要なエネルギー源の温存に着目して開発されたスポーツドリンクである。色はオレンジ色であるが、これはベータカロチンの色である。
当初はペットボトルタイプと缶タイプの2種類で販売開始。その後ゼリータイプのものと粉末状のものが追加された。しかし、原材料費の高騰や生産スケジュールの調整が困難なことを理由に、2023年2月までに缶タイプの生産を終了しており、現在は他3種類の生産となっている。
その他、エネルゲンのスクイズボトルおよびスクイズボトル用のキャリージャケットも製造されている。

## 原材料名
- ペットボトル500mlの100mlあたり
  - エネルギー：24kcal
  - タンパク質：0g
  - 脂質：0g
  - 炭水化物：5.5g
  - ナトリウム：49mg
  - カリウム：20mg
  - カルシウム：2mg
  - マグネシウム：0.6mg
  - ビタミンC：100mg
  - β-カロテン：0.6mg
  - ビタミンE：0.2mg
  - アルギニン：200mg
  - クエン酸：380mg